# A Vuelta ciclista a España győzteseinek listája
A Vuelta ciclista a España győzteseinek listája azokat a professzionális kerékpárosokat sorolja fel, akik 1935-től a Vuelta nyertesei. 1937 és 1940 között, illetve 1943 és 1944 között nem rendeztek Vuelta a España-t az spanyol polgárháború és a második világháború miatt.

## Dobogósok
Az összetett verseny nyertese az leggyorsabb versenyző. A kerékpárversenyek küzdelmében a dobogósok rendkívül nagy tekintéllyel rendelkeznek.
- A győztes versenyző jutalma a  Piros trikó (la roja). Először 1935-ben viselték, elsőként Antoine Dignef.

| Vuelta                                           | Év   | Győztes                | Második helyezett         | Harmadik helyezett       |
| ------------------------------------------------ | ---- | ---------------------- | ------------------------- | ------------------------ |
| 1.                                               | 1935 | Gustaaf Deloor         | Mariano Cañardo           | Antoine Dignef           |
| 2.                                               | 1936 | Gustaaf Deloor (2)     | Alfons Deloor             | Antonio Bertola          |
| 1937–1940: A Spanyol polgárháború miatt elmaradt |      |                        |                           |                          |
| 3.                                               | 1941 | Julián Berrendero      | Fermín Trueba             | José Jabardo             |
| 4.                                               | 1942 | Julián Berrendero (2)  | Diego Chafer              | Antonio Andrés Sancho    |
| 1943–1944: A Második világháború miatt elmaradt  |      |                        |                           |                          |
| 5.                                               | 1945 | Delio Rodríguez        | Julián Berrendero         | Juan Gimeno              |
| 6.                                               | 1946 | Dalmacio Langarica     | Julián Berrendero         | Jan Lambrichs            |
| 7.                                               | 1947 | Edward Van Dijck       | Manuel Costa              | Delio Rodríguez          |
| 8.                                               | 1948 | Bernardo Ruiz          | Emilio Rodríguez          | Bernardo Capó            |
| 1949: Nem rendezték meg                          |      |                        |                           |                          |
| 9.                                               | 1950 | Emilio Rodríguez       | Manuel Rodríguez          | José Serra Gil           |
| 1951–1954: Nem rendezték meg                     |      |                        |                           |                          |
| 10.                                              | 1955 | Jean Dotto             | Antonio Jiménez           | Raphaël Géminiani        |
| 11.                                              | 1956 | Angelo Conterno        | Jesús Loroño              | Raymond Impanis          |
| 12.                                              | 1957 | Jesús Loroño           | Federico Bahamontes       | Bernardo Ruiz            |
| 13.                                              | 1958 | Jean Stablinski        | Pasquale Fornara          | Fernando Manzaneque      |
| 14.                                              | 1959 | Antonio Suárez         | José Segú Soriano         | Rik Van Looy             |
| 15.                                              | 1960 | Frans De Mulder        | Armand Desmet             | Miguel Pacheco           |
| 16.                                              | 1961 | Angelino Soler         | François Mahé             | José Pérez Francés       |
| 17.                                              | 1962 | Rudi Altig             | José Pérez Francés        | Seamus Elliott           |
| 18.                                              | 1963 | Jacques Anquetil       | José Martín Colmenarejo   | Miguel Pacheco Font      |
| 19.                                              | 1964 | Raymond Poulidor       | Luis Otaño                | José Pérez Francés       |
| 20.                                              | 1965 | Rolf Wolfshohl         | Raymond Poulidor          | Rik Van Looy             |
| 21.                                              | 1966 | Francisco Gabica Billa | Eusebio Vélez             | Carlos Echeverría        |
| 22.                                              | 1967 | Jan Janssen            | Jean-Pierre Ducasse       | Aurelio González Puente  |
| 23.                                              | 1968 | Felice Gimondi         | José Pérez Francés        | Eusebio Vélez            |
| 24.                                              | 1969 | Roger Pingeon          | Luis Ocaña                | Marinus Wagtmans         |
| 25.                                              | 1970 | Luis Ocaña             | Agustín Tamames           | Herman Van Springel      |
| 26.                                              | 1971 | Ferdinand Bracke       | Wilfried David            | Luis Ocaña               |
| 27.                                              | 1972 | José Manuel Fuente     | Miguel María Lasa         | Agustín Tamames          |
| 28.                                              | 1973 | Eddy Merckx            | Luis Ocaña                | Bernard Thévenet         |
| 29.                                              | 1974 | José Manuel Fuente (2) | Joaquim Agostinho         | Miguel María Lasa        |
| 30.                                              | 1975 | Agustín Tamames        | Domingo Perurena          | Miguel María Lasa        |
| 31.                                              | 1976 | José Pesarrodona       | Luis Ocaña                | José Nazabal Merendia    |
| 32.                                              | 1977 | Freddy Maertens        | Miguel María Lasa         | Klaus-Peter Thaler       |
| 33.                                              | 1978 | Bernard Hinault        | José Pesarrodona          | Jean-René Bernaudeau     |
| 34.                                              | 1979 | Joop Zoetemelk         | Francisco Galdós          | Michel Pollentier        |
| 35.                                              | 1980 | Faustino Rupérez       | Pedro Torres Crucies      | Claude Criquielion       |
| 36.                                              | 1981 | Giovanni Battaglin     | Pedro Muñoz Machín        | Vicente Belda            |
| 37.                                              | 1982 | Marino Lejarreta       | Michel Pollentier         | Sven-Åke Nilsson         |
| 38.                                              | 1983 | Bernard Hinault        | Marino Lejarreta          | Alberto Fernández Blanco |
| 39.                                              | 1984 | Éric Caritoux          | Alberto Fernández Blanco  | Reimund Dietzen          |
| 40.                                              | 1985 | Pedro Delgado          | Robert Millar             | Francisco Rodríguez      |
| 41.                                              | 1986 | Álvaro Pino            | Robert Millar             | Seán Kelly               |
| 42.                                              | 1987 | Luis Herrera           | Reimund Dietzen           | Laurent Fignon           |
| 43.                                              | 1988 | Seán Kelly             | Reimund Dietzen           | Anselmo Fuerte Abelenda  |
| 44.                                              | 1989 | Pedro Delgado (2)      | Fabio Parra               | Óscar de Jesús Vargas    |
| 45.                                              | 1990 | Marco Giovannetti      | Pedro Delgado             | Anselmo Fuerte Abelenda  |
| 46.                                              | 1991 | Melchor Mauri          | Miguel Indurain           | Marino Lejarreta         |
| 47.                                              | 1992 | Tony Rominger          | Jesús Montoya             | Pedro Delgado            |
| 48.                                              | 1993 | Tony Rominger (2)      | Alex Zülle                | Laudelino Cubino         |
| 49.                                              | 1994 | Tony Rominger (3)      | Mikel Zarrabeitia         | Pedro Delgado            |
| 50.                                              | 1995 | Laurent Jalabert       | Abraham Olano             | Johan Bruyneel           |
| 51.                                              | 1996 | Alex Zülle             | Laurent Dufaux            | Tony Rominger            |
| 52.                                              | 1997 | Alex Zülle (2)         | Fernando Escartín         | Laurent Dufaux           |
| 53.                                              | 1998 | Abraham Olano          | Fernando Escartín         | José María Jiménez       |
| 54.                                              | 1999 | Jan Ullrich            | Igor González de Galdeano | Roberto Heras            |
| 55.                                              | 2000 | Roberto Heras          | Ángel Casero              | Pavel Tonkov             |
| 56.                                              | 2001 | Ángel Casero           | Óscar Sevilla             | Levi Leipheimer          |
| 57.                                              | 2002 | Aitor González Jiménez | Roberto Heras             | Joseba Beloki            |
| 58.                                              | 2003 | Roberto Heras (2)      | Isidro Nozal              | Alejandro Valverde       |
| 59.                                              | 2004 | Roberto Heras (3)      | Santiago Pérez            | Francisco Mancebo        |
| 60.                                              | 2005 | Roberto Heras (4)      | Gyenyisz Menysov          | Carlos Sastre            |
| 61.                                              | 2006 | Alekszandr Vinokurov   | Alejandro Valverde        | Andrej Kasecskin         |
| 62.                                              | 2007 | Gyenyisz Menysov       | Carlos Sastre             | Samuel Sánchez           |
| 63.                                              | 2008 | Alberto Contador       | Levi Leipheimer           | Carlos Sastre            |
| 64.                                              | 2009 | Alejandro Valverde     | Samuel Sánchez            | Cadel Evans              |
| 65.                                              | 2010 | Vincenzo Nibali        | Ezequiel Mosquera         | Peter Velits             |
| 66.                                              | 2011 | Chris Froome           | Bradley Wiggins           | Bauke Mollema            |
| 67.                                              | 2012 | Alberto Contador (2)   | Alejandro Valverde        | Joaquim Rodríguez        |
| 68.                                              | 2013 | Chris Horner           | Vincenzo Nibali           | Alejandro Valverde       |
| 69.                                              | 2014 | Alberto Contador (3)   | Chris Froome              | Alejandro Valverde       |
| 70.                                              | 2015 | Fabio Aru              | Joaquim Rodríguez         | Rafał Majka              |
| 71.                                              | 2016 | Nairo Quintana         | Chris Froome              | Esteban Chaves           |
| 72.                                              | 2017 | Chris Froome (2)       | Vincenzo Nibali           | Ilnur Zakarin            |
| 73.                                              | 2018 | Simon Yates            | Enric Mas                 | Miguel Ángel López       |
| 74.                                              | 2019 | Primož Roglič          | Alejandro Valverde        | Tadej Pogačar            |
| 75.                                              | 2020 | Primož Roglič (2)      | Richard Carapaz           | Hugh Carthy              |
| 76.                                              | 2021 | Primož Roglič (3)      | Enric Mas                 | Jack Haig                |
| 77.                                              | 2022 | Remco Evenepoel        | Enric Mas                 | Juan Ayuso               |

## Különdíjak
Az összetett versenyen kívül több, külön pontrendszerrel bíró küzdelmek is léteznek a Vuelta Españán belül. A legfontosabbak, melyekért külön megkülönböztető trikó jár a nyertesnek: Pontverseny, hegyi pontverseny továbbá Fiatalok versenye továbbá a legaktívabb versenyzőnek járó különdíj.
| Jelölés                                              |
| ---------------------------------------------------- |
| Összetett győzelem + 2 (vagy több) megszerzett trikó |
| Összetett győzelem + 1 megszerzett trikó             |

 Összetett verseny (la roja)
- Az összetettben vezető versenyző viseli, 2010 óta újra vörös trikót viselt az összetettben vezető versenyző.

 Pontverseny (jersey verde)
- A pontversenyben vezető versenyző viseli, 1955-ban viselték először. Pontokat a szakaszok közben a sprinthajrákban és a szakaszok befutóiban lehet gyűjteni. Pontazonosság esetén az összetettben elért helyezés dönt.

 Hegyi összetett (jersey puntos azules)
- A hegyi összetettben vezető versenyző viseli, a verseny kezdete óta jutalmazzák a hegyek királyát. A hegyi hajrákban megszerzett pontok alapján állapítják meg a sorrendet, azonos pontszám esetén az összetettben elért helyezés dönt. Két szín dominált a hegyi összetett verseny trikókinál: Kék pöttyös (2010 óta) és Zöld (1935-2010 között).

 Fiatalok összetett versenye (jersey blanco)
- A legjobb 25 év alatti versenyző viseli, rendkívül új trikó a versenyek 2017-ben vezették be. 2019-től a a kombinációs pontverseny helyett, a fiatalok versenyének vezetőjének jár a trikó.

 Csapatverseny (clasificación por equipos)
- A csapatversenyben élen álló csapaté. A csapatversenyben mindig a csapat első három versenyzőjének idejét veszik alapul, így alakul ki az eredmény.

 Legaktívabb versenyző
- A legaktívabb versenyző viseli, minden szakasz végén egy nyolctagú szakmai zsűri dönt róla. A rajtszámot minden nap a rajt előtt adják át a versenyzőnek. A Vuelta végén kihirdetik az egész körverseny legaktívabb versenyzőjét is, aki a trikóviselőkhöz hasonlóan díjat kap.

| Év   | Összetett győztes    | Pontverseny            | Hegyi összetett     | Fiatalok összetett versenye | Csapatverseny           |
| ---- | -------------------- | ---------------------- | ------------------- | --------------------------- | ----------------------- |
| 2010 | Vincenzo Nibali      | Mark Cavendish         | David Moncoutié (3) | —                           | Team Katusha            |
| 2011 | Chris Froome         | Bauke Mollema          | David Moncoutié (4) | —                           | Geox–TMC                |
| 2012 | Alberto Contador (2) | Alejandro Valverde     | Simon Clarke        | —                           | Movistar Team           |
| 2013 | Chris Horner         | Alejandro Valverde (2) | Nicolas Edet        | —                           | Euskaltel–Euskadi       |
| 2014 | Alberto Contador (3) | John Degenkolb         | Luis León Sánchez   | —                           | Team Katusha            |
| 2015 | Fabio Aru            | Alejandro Valverde (3) | Omar Fraile         | —                           | Movistar Team           |
| 2016 | Nairo Quintana       | Fabio Felline          | Omar Fraile (2)     | —                           | BMC Racing Team         |
| 2017 | Chris Froome         | Chris Froome           | Davide Villella     | Miguel Ángel López          | Astana                  |
| 2018 | Simon Yates          | Alejandro Valverde (4) | Thomas De Gendt     | Enric Mas                   | Movistar Team           |
| 2019 | Primož Roglič        | Primož Roglič          | Geoffrey Bouchard   | Tadej Pogačar               | Movistar Team           |
| 2020 | Primož Roglič (2)    | Primož Roglič (2)      | Guillaume Martin    | Enric Mas                   | Movistar Team           |
| 2021 | Primož Roglič (3)    | Fabio Jakobsen         | Michael Storer      | Gino Mäder                  | Team Bahrain Victorious |
| 2022 | Remco Evenepoel      | Mads Pedersen          | Richard Carapaz     | Remco Evenepoel             | Team Bahrain Victorious |